# Notoscopelus bolini
Notoscopelus bolini är en fiskart som beskrevs av Nafpaktitis, 1975. Notoscopelus bolini ingår i släktet Notoscopelus och familjen prickfiskar. Inga underarter finns listade i Catalogue of Life.